# (68114) Deákferenc
(68114) Deákferenc ist ein Asteroid des inneren Hauptgürtels, der am 1. Januar 2001 von dem ungarischen Amateurastronomen Krisztián Sárneczky und dem ungarischen Astronomen László Kiss am Piszkéstető-Observatorium (IAU-Code 561) im nordungarischen Mátra-Gebirge im Auftrag des Budapester Konkoly-Observatoriums entdeckt wurde. Sichtungen des Asteroiden hatte es vorher schon am 9. und 15. Juni 1999 unter der vorläufigen Bezeichnung 1999 LA23 an der Lincoln Laboratory Experimental Test Site (ETS) in Socorro, New Mexico im Rahmen des Projektes Lincoln Near Earth Asteroid Research (LINEAR) gegeben.
Mit einer Albedo von 0,031 (±0,016) hat der Asteroid eine sehr dunkle Oberfläche.
(68114) Deákferenc wurde am 14. Mai 2014 nach dem ungarischen Politiker Ferenc Deák (1803–1876) benannt, der den Ausgleich 1867 zwischen Ungarn und Österreich in die Wege leitete.